# 宅磨為成

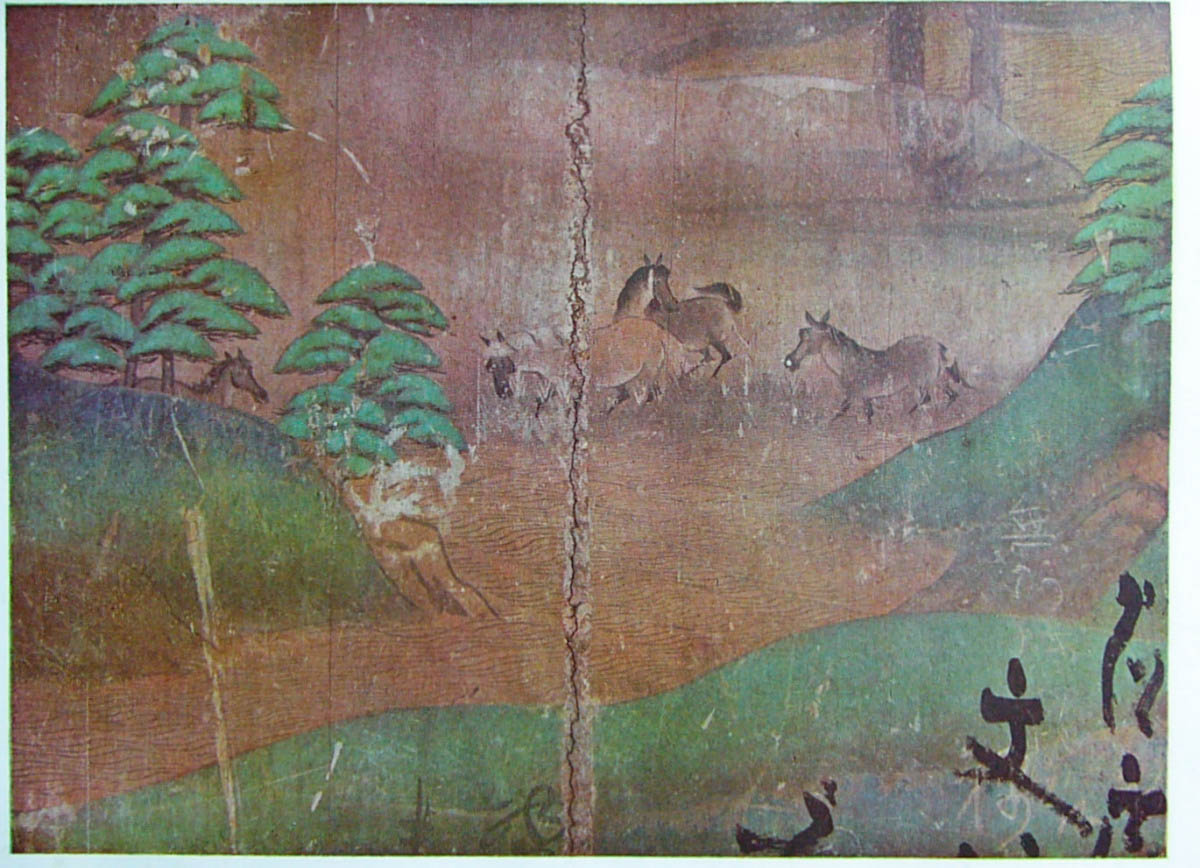
平等院鳳凰堂 中品上生 東扉（部分）

宅磨 為成（たくま ためなり、生没年未詳）は、平安時代後期の絵仏師。藤原為成とも記される。宅磨為氏の子。子（または弟子）に宅磨為遠がいる。絵所長者。

## 経歴と作品
- 天喜元年（1053年）『古今著聞集』によると宇治市に現存する平等院鳳凰堂扉絵を1日で描いた。
  - また、宮廷絵師の良親作「坤元録屏風」を模写したという。